# Josse Bouckaert
Pour les articles homonymes, voir Bouckaert.
Josse Bouckaert  (né à Iseghem vers 1583 mort à Ypres le 1er novembre 1646) est un ecclésiastique qui fut  évêque d'Ypres de 1641 à 1646.

## Biographie
Il nait à Iseghem dans la province de Flandre-Occidentale. Il effectue ses humanités chez les Jésuites de Courtrai, avant de devenir licencié en théologie à Louvain. Il implante  les Oratoriens à Montaigu et en devient le supérieur. Bénéficiant de la confiance des archiducs Albert et Isabelle-Claire-Eugénie d'Autriche, il est nommé évêque d'Ypres par le pape Urbain VIII et consacré par l'évêque de Gand.